# Liste de minéraux (lettre V)
Pour un article plus général, voir Liste de minéraux
- Vaesite
- Vajdakite
- Valentinite
- Valleriite
- Vanadinite
- Vanadium natif
- Vanadiumdravite
- Vanadomalayaïte
- Vanalite
- Vandenbrandeite
- Vandendriesscheite
- Vanmeersscheite
- Vanoxite
- Vantasselite
- Vanthoffite
- Vanuralite
- Varennesite
- Väyrynenite
- Variscite
- Varulite
- Vashegyite
- Vasilite
- Västmanlandite-(Ce)
- Vatérite
- Vaughanite, TlHgSb4S7 sulfosel. Découverte en 1989 à Marathon, Ontario (Canada).
- Vauquelinite
- Vauxite
- Vavrinite
- Veatchite Sr2B11O16(OH)5.H2O
- Veenite
- Velikite
- Vergasovaïte
- Vermiculite
- Vernadite
- Verplanckite
- Versiliaïte
- Vertumnite
- Vésigniéite
- Vésuvianite
- Veszelyite
- Viaeneite
- Vicanite-(Ce)
- Vigezzite
- Vihorlatite
- Viitaniemiite
- Vikingite
- Villamaninite
- Villiaumite, halogénure, couleur rouge profond. Découverte en 1908 à Rouma Island, Los Archipelago (Guinée).
- Villyaellenite
- Vimsite
- Vincentite
- Vinciennite
- Vinogradovite
- Violarite, utilisation comme minerai de nickel.
- Virgilite
- Viséite
- Vishnévite
- Vismirnovite
- Vistepite
- Vitusite-(Ce)
- Vivianite
- Vladimirite
- Vlasovite
- Vlodavetsite
- Vochtenite
- Voggite
- Voglite
- Volborthite
- Volcanite
- Volfsonite
- Volkonskoite
- Volkovskite
- Voltaïte
- Volynskite
- Vonbezingite
- Vonsenite
- Vozhminite
- Vrbaïte
- Vuagnatite
- Vulcanite
- Vuonnemite
- Vuorelainenite
- Vuoriyarvite-K
- Vyacheslavite
- Vyalsovite
- Vysotskite
- Vyuntspakhkite-(Y)